# Bukur (Kandangan)
Bukur is een bestuurslaag in het regentschap Kediri van de provincie Oost-Java, Indonesië. Bukur telt 1027 inwoners (volkstelling 2010).